# 隔離演説
隔離演説（かくりえんぜつ、英：Quarantine Speech）または防疫演説（ぼうえきえんぜつ）とは、アメリカ合衆国のフランクリン・ルーズベルト大統領が1937年10月5日にシカゴで行った演説である。

## 概要
当時の米国において一般的であった中立・不干渉の政治的風潮に代わるものとして、国際的な「侵略国の隔離」を要求した。演説は米国の孤立主義的風潮を煽り、不干渉主義者や介入者による抗議を招いた。演説の中で特定の国が直接名指しされた訳ではないが、ドイツ、イタリア及び日本（後の枢軸国）を指すものと解釈された。ルーズヴェルトは、強硬ながらもあからさまな攻撃よりは直接的でない反応として、「経済的圧力の行使」を提案した。
演説に対する世間の反応は様々であった。著名漫画家で4コマ漫画「スキッピー」の作者のパーシー・クロスビーは、ルーズヴェルトを痛烈に批判してきた人物であるが、彼はニューヨーク・サンの広告枠を2ページ分購入して演説を攻撃した。さらに、演説はウィリアム・ランドルフ・ハーストが所有する数々の新聞社やシカゴ・トリビューンのロバート・R・マコーミックから酷評されたが、のちに一部社説が示したところによれば、米国のメディアは概して演説を認めていた。